# Доран (Ен)
Доран (фр. Dorengt) насеље је и општина у североисточној Француској у региону Пикардија, у департману Ен (Пикардија) која припада префектури Вервен.
По подацима из 2011. године у општини је живело 156 становника, а густина насељености је износила 14,86 становника/km². Општина се простире на површини од 10,5 km². Налази се на средњој надморској висини од 50 метара (максималној 178 m, а минималној 132 m).

## Демографија
| 1962. | 1968. | 1975. | 1982. | 1990. | 1999. | 2011. |
| ----- | ----- | ----- | ----- | ----- | ----- | ----- |
| 180   | 230   | 202   | 183   | 171   | 142   | 156   |

График промене броја становника у току последњих година